# Antonov An-140
Antonov An-140 je dvoumotorový turbovrtulový letoun pro přepravu cestujících na kratších tratích. První prototyp stroje vzlétl 17. září 1997. Let prvního sériového stroje se uskutečnil 11. října 1999. Jedná se o kvalitní letoun, který se jeví jako konkurenceschopný na světových trzích.[zdroj?] Kromě Ukrajiny ho vyrábí samarský závod Aviakor a ukrajinsko-íránské konsorcium HESA v Isfahánu pod označením IR.AN-140.

## Souhrn nehod
Údaje k roku 2009
- Totální ztráty: 3 (s celkem 72 mrtvými)

## Specifikace

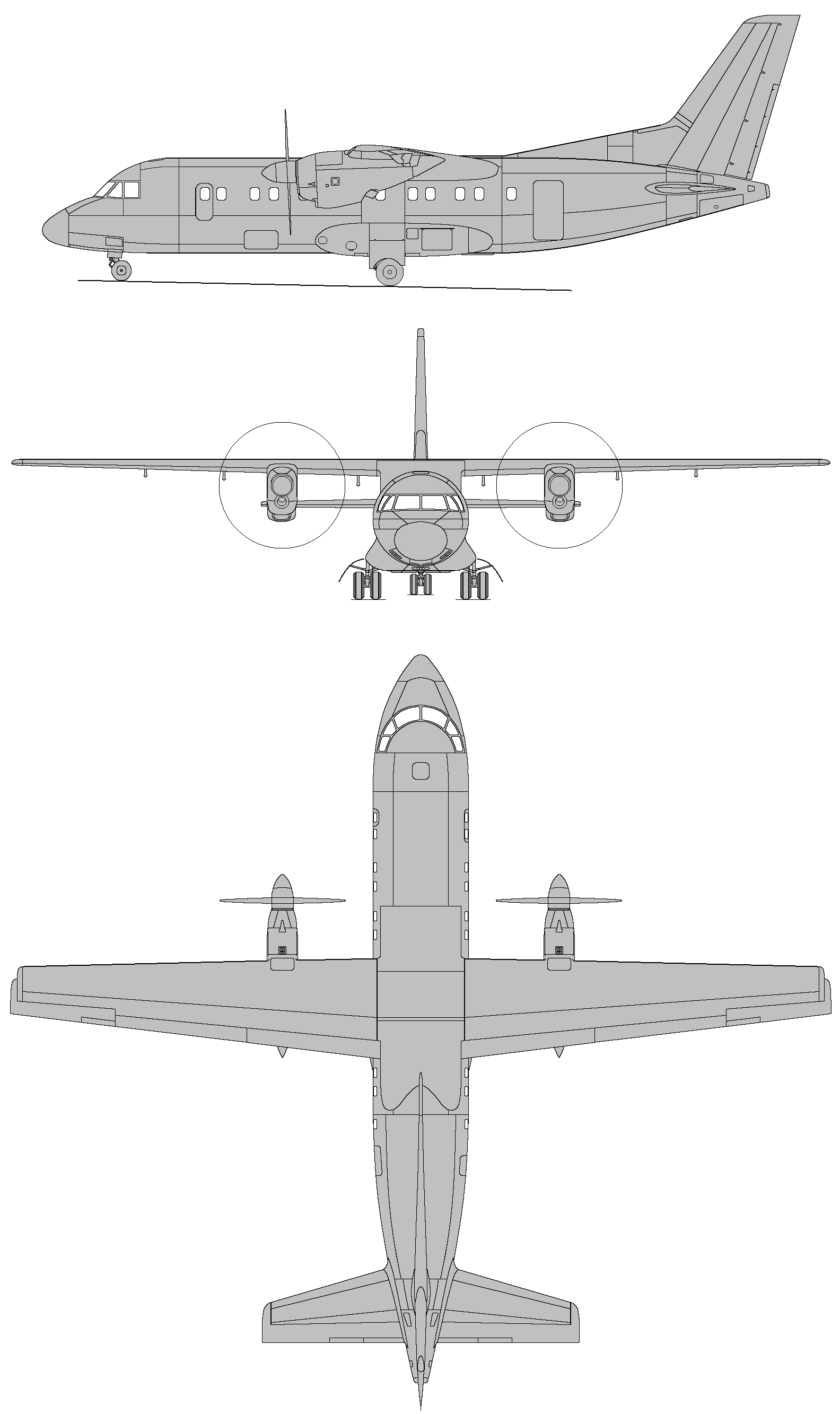
Třípohledový nákres An-140

### Technické údaje
- Osádka: 2
- Počet cestujících: 52
- Rozpětí: 24,50 m
- Délka: 22,60 m
- Výška: 8,23 m
- Nosná plocha: 51 m²
- Hmotnost prázdného letounu: 12 810 kg
- Max. vzletová hmotnost: 19 150 kg
- Pohonná jednotka: 2 × turbovrtulový motor Klimov TV3-117WMA-SBM1 (nebo Pratt & Whitney Canada PW127A)

### Výkony
- Cestovní rychlost: 460 km /h
- Dolet: 1380 km
- Dostup: 7200 m